# (3068) Khanina
(3068) Khanina es un asteroide perteneciente al cinturón de asteroides, descubierto el 23 de diciembre de 1982 por Liudmila Karachkina desde el Observatorio Astrofísico de Crimea (República de Crimea).

## Designación y nombre
Designado provisionalmente como 1982 YJ1. Fue nombrado Khanina en honor a Frida Borisovna Khanina especialista en órbitas.